# Meliosma longipes
Meliosma longipes är en tvåhjärtbladig växtart som beskrevs av Elmer Drew Merrill. Meliosma longipes ingår i släktet Meliosma och familjen Sabiaceae. Inga underarter finns listade.